# 日向村 (山形県)
日向村（にっこうむら）は、かつて山形県飽海郡にあった村。

## 沿革
- 1889年（明治22年）4月1日 - 町村制施行に伴い飽海郡新出村、福山村、泥沢村、赤剥村、上黒川村、下黒川村、草津村、升田村、橋本村が合併し、日向村が発足。
- 1954年（昭和29年）10月1日 - 飽海郡一条村、観音寺村、大沢村と合併し、町制施行して八幡町となり消滅。